# Antonio Cerbino
Antonio Cerbino (Grottaglie, 1894 – ...) è stato un generale italiano, decorato di medaglia d'oro al valor militare a vivente nel corso della seconda guerra mondiale.

## Biografia
Nacque a Grottaglie nel 1894, figlio di Emanuele, di professione muratore, e Chiara Maria D'Amauri. Conseguì il diploma presso la Scuola d'arte nella sua città natale e poi quello presso l'Istituto superiore di Belle Arti di Roma, conseguendo pure l'abilitazione all'insegnamento nelle scuole medie.  All'età di diciannove anni si arruolò nel Regio Esercito in qualità di allievo sergente presso il 19º Reggimento artiglieria da campagna, ricevendo la nomina a sergente nel febbraio 1915. Prese parte a tutta la Grande Guerra, dapprima in servizio nel 35º Reggimento artiglieria da campagna e, una volta nominato sottotenente di complemento, presso il 47º Reggimento artiglieria da campagna, dove ricevette anche la successiva promozione a tenente in servizio permanente effettivo per merito di guerra.
Dopo la firma dell'armistizio di Villa Giusti, decorato con due medaglie di bronzo al valor militare, fu inviato in Albania, rientrando in patria per malattia nel luglio 1919. Fu promosso capitano nell'aprile 1933 e maggiore per avanzamento anticipato nel dicembre 1936. Nel 1939 fu destinato in servizio in Africa Settentrionale Italiana in forza prima al 44º Reggimento artiglieria, poi al 45º Reggimento artiglieria ed infine al I Gruppo del 204º Reggimento artiglieria motorizzato, con grado di tenente colonnello conseguito nel gennaio 1940. Dopo l'entrata in guerra del Regno d'Italia, avvenuta il 10 giugno 1940, partecipò ai combattimenti contro gli inglesi. Prese parte alle fasi dell'invasione italiana dell'Egitto, compiuta dalla 10ª Armata del Maresciallo d'Italia Rodolfo Graziani. Assunto il comando dell'artiglieria di ampio settore a Sidi El Barrani, contrastò l’offensiva nemica dall'8 all'11 dicembre 1940. Catturato dagli inglesi ferito, dopo aver opposto una feroce resistenza, ritornò in Italia nell'aprile 1946 con la promozione a colonnello retrodatata in data luglio 1943 e decorato con la medaglia d'oro al valor militare a vivente. Rientrato in servizio nell'Esercito Italiano, fu nominato comandante del Presidio Militare e poi direttore della Direzione artiglieria di Taranto. Collocato nella riserva a domanda nel giugno 1947, fu nominato presidente dell’Istituto Autonomo Case Popolari della Provincia Ionica e componente il Consiglio Nazionale Istituti Case Popolari,, nonché presidente della Federazione Combattenti di Taranto e di quella dell'Istituto del Nastro Azzurro. Promosso generale di brigata nella riserva dal luglio 1953, fu vicepresidente nazionale dell'Associazione nazionale combattenti e reduci. Fece anche parte del Comitato Provinciale Orfani di guerra e dell’Associazione Madri e Vedove dei Caduti in guerra. Dal 1955 fu, per 5 anni, presidente della Commissione per i profitti di guerra e di contingenza. Ha fatto parte del Consiglio Nazionale e del gruppo democristiano del Consiglio comunale di Taranto.
Nei primi anni sessanta del XX secolo si trasferì a Roma. Per i suoi meriti in varie attività sociali è stato insignito dell'onorificenza di Grande Ufficiale dell'Ordine equestre del Santo Sepolcro, con decreto del cardinale Tisserant.

### Fonti
1. 1 2 3 4 5 6 7 8 9 10 11 12 13  Combattenti Liberazione.
2. ↑  Gruppo Medaglie d'Oro al Valor Militare 1965, p. 495.
3. 1 2 3 4 5 6 7  Occhibianco 2000, p. 11.
4. 1 2 3  Grottaglie.
5. ↑  Medaglie d'oro al valor militare sul sito della Presidenza della Repubblica
6. ↑  Registrato alla Corte dei conti il 31 marzo 1955, Esercito registro 16, foglio 237.